# Life in Pieces
Life in Pieces é uma série de televisão americana criada por Justin Alder e exibida pela CBS de 21 de setembro de 2015 a 27 de julho de 2019. A série foi produzida pela 40 or 50 Years, Inc., Kapital Entertainment em associação com a 20th Century Fox Television, com Adler atuando como showrunner. Life in Pieces foi renovada para uma quarta temporada em 12 de maio de 2018, que estreou em 18 de abril de 2019. Life in Pieces foi cancelada pela CBS após quatro temporadas em 10 de maio de 2019.

## Enredo
A série narra a vida de três gerações da família Short, como eles seguem suas vidas diárias em St. Louis, contada a partir do ponto de vista de cada personagem baseado em sua própria versão dos acontecimentos. Cada episódio é contado como quatro contos curtos, um para cada ramo da família, com algumas ligações relacionadas a eventos dos personagens..

## Elenco

### Elenco principal
- Colin Hanks como Greg Short[3]
- Betsy Brandt como Heather (Short) Hughes[3]
- Thomas Sadoski como Matt Short[3]
- Zoe Lister-Jones como Jen Collins Short[3]
- Dan Bakkedahl como Dr. Tim Hughes[3]
- Angelique Cabral como Colleen Brandon Ortega[3]
- Niall Cunningham como Tyler Hughes[3]
- Holly J. Barrett como Samantha Hughes[3]
- Giselle Eisenberg como Sophia Hughes[3]
- Hunter King como Clementine
- James Brolin como John Short[3]
- Dianne Wiest como Dr. Joan (Pirkle) Short

### Elenco recorrente
- Ann Guilbert como GiGi Pirkle
- Jordan Peele como Chad
- Martin Mull como Gary Timpkins
- Susan Park como Dr. Sally Hong
- Tonita Castro como Tonita
- Bella Shepard como Lexie
- Ashley Wolff como Jenna
- Andrew McKeough como Jayden
- Martin Starr como Oscar
- Stephnie Weir como Bernadette
- Rhys Darby como Teddy

## Produção
Em 22 de janeiro de 2015, a CBS fez um pedido para a produção de um piloto, sob o título Life in Pieces. O piloto foi escrito por Justin Adler e dirigido por Jason Winer. Em 8 de maio de 2015, a CBS ordenou a produção da série. A primeira temporada foi escolhida para uma temporada completa de 22 episódios em 27 de outubro de 2015. Em 11 de maio de 2016, a CBS renovou a série para uma segunda temporada, que estreou em 27 de outubro de 2016. Life in Pieces foi renovada para uma terceira temporada em 23 de março de 2017, que estreou em 2 de novembro de 2017. Life in Pieces foi renovada para uma quarta temporada em 12 de maio de 2018, que estreou em 18 de abril de 2019.
Em 10 de maio de 2019, foi anunciado que a CBS cancelou Life in Pieces. Uma combinação de fatores, incluindo classificações decrescentes, o desejo da CBS de ter uma participação acionária e a rede que precisa liberar espaço na obtenção de quatro novas sitcoms no outono de 2019 e no cronograma da metade da temporada, levaram ao fim da série.